# Halecia sulcicollis
Halecia sulcicollis es una especie de escarabajo del género Halecia, familia Buprestidae. Fue descrita científicamente por Dalman en 1823.